# Reisverslag
Een reisverslag is een bericht over een werkelijk gemaakte reis, vaak opgemaakt om wederwaardigheden of resultaten van de reis aan achtergebleven belanghebbenden te rapporteren. Het woord reisverslag wordt in het gangbare taalgebruik ook wel gebezigd in de zin van "beschrijving van een gemaakte reis, met welk doel of van welke aard ook". 
In deze bespreking wordt het begrip echter onderscheiden van andere genres, als het reisverhaal en de reisgids. Niettemin is voor de vroegste reisbeschrijvingen vaak moeilijk een onderscheid te maken tussen reisverslag en reisverhaal: historische reconstructie kan problematisch zijn, waardoor noch het waarheidsgehalte, noch het al dan niet bestaan van een opdrachtgever altijd te achterhalen zijn. Daarbij komt dat deze oudste werken inmiddels hun rapportagekarakter goeddeels hebben verloren. Wel kunnen zij vaak nog als geschiedkundig researchobject dienen, maar voor de algemene lezer zijn zij evenzeer van belang als (literair) verhaal.

## Doelstelling
De beoogde lezer van het verslag kan bijvoorbeeld zijn:
- de superieur van de reiziger
- degene die de opdracht tot de reis heeft gegeven
- de bekostiger van de reis (daaronder ook gerekend de overheid of de belastingbetaler).

De doelstelling van het verslag volgt daaruit, en zij kan onder meer behelzen:
- verantwoording afleggen van de ontplooide activiteiten
- rapporteren omtrent de stand van zaken in de bereisde gebieden
- het beschrijven van die gebieden
- het aanbevelen van te ondernemen vervolgactie.

## Religie
In de tijd dat missie en zending in de voormalige koloniën actief werden bedreven, was het gebruikelijk dat de daarmee belaste geestelijken en ambtenaren verslag uitbrachten van hun activiteiten. 
Zo kon een zendeling of een taalambtenaar door brieven aan het Nederlands Bijbelgenootschap zijn activiteiten verantwoorden. Die activiteiten behelsden doorgaans, vooral in de 19e eeuw, mede het aandoen van nieuwe gebieden, met het doel de bevolking te leren kennen, de taal te bestuderen en uiteindelijk de Bijbel in die taal te vertalen. De reis zelfde vormde een belangrijke component van zo'n onderneming: verbindingen waren veelal slecht of bestonden in het geheel niet; het terrein was onbekend, de bevolking soms vijandig. De rapportage kon daardoor overwegend het karakter van een reisverslag krijgen.
De rooms-katholieke missiepaters hadden een aantal standplaatsen in de koloniën. Dit hield tegelijkertijd in, dat zij op een aantal andere locaties niet direct aanwezig waren, en om op die plaatsen toch geestelijke zorg te bieden, maakten de missionarissen van tijd tot tijd rondreizen. In brieven aan hun superieur in Nederland brachten zij rapport uit over deze reizen, die ook weer vaak met grote ontberingen gepaard gingen. Deze brieven zijn vaak verslagen van hun persoonlijke belevenissen en wederwaardigheden; de religie komt slechts in mindere mate ter sprake. Het zijn daarmee vooral reisverslagen.
Vindplaatsen van zulke verslagen zijn (onder veel meer):
- de archieven van het Nederlands Bijbelgenootschap
- de archieven van de Nederlandse Provincie van het Jezuïetencollege
- archieven van koloniale instellingen
- universiteitsbibliotheken
- brieven in privécollecties
- boeken en tijdschriften uit de tijd van de reis zelf.

## Wetenschap
Wetenschappelijke expedities kwamen vooral in de 19e eeuw op, en het einde van die eeuw zag de grote zeereizen die bedoeld waren om oceanen te verkennen en vreemde kusten aan te doen. Beroemd is de Siboga-expeditie (1899—1900) in het voormalige Nederlands-Indië. De bioloog (niet de socioloog) Max Weber deed daarbij talloze ontdekkingen, waarover hij al dadelijk begon te publiceren. Deze publicaties waren echter voor een kring van vakgenoten bedoeld, en waren dan ook wetenschappelijk van aard: tot op heden, dus lang na Webers dood, verschijnen er nog livraisons (afleveringen) van de wetenschappelijke verslagen.
Bij een breder publiek had deze expeditie met de kanonneerboot Hr. Ms. Siboga echter ook grote belangstelling gewekt. Webers vrouw, Anna Weber, die ook bioloog was en de reis had meegemaakt, schreef daarom een algemeen toegankelijk boek, Een jaar aan boord H.M. Siboga. Weliswaar geeft zij hierin wetenschappelijke informatie waar die voor het begrip noodzakelijk is, maar het boek is toch vooral een reisverslag:
Ter wille van de waarheid en de frisheid der indrukken volgde ik op de voet het dagboek dat ik op reis zijnde bijgehouden had. 
...
Al schrijvende doorleefde ik opnieuw de gehele tocht: tal van half vergeten ontmoetingen kwamen mij weer levendig voor de geest, telkens herinnerde ik mij kleine gebeurtenissen aan boord, vrolijke gezegden der opvarenden
aldus het voorwoord. Het boek beschrijft zaken als de zorg voor zoet water, het bezoek afgelegd door twee "radja's", de viering van Koninginnedag, het verblijf in een primitieve hut, maar ook de ontdekking dat een eiland dat op de kaart staat aangegeven, niet blijkt te bestaan.
Was de Siboga haar rondreis in Soerabaja begonnen, een andere expeditie, die met het marineschip Hr. Ms. Snellius, had in 1929 Den Helder als vertrekhaven. Ook hier stond een dagboek aan de basis van een verslag, bestemd voor een breder publiek: de geoloog Ph.H. Kuenen schreef in zijn voorwoord tot Kruistochten over de Indische diepzeebekkens (1941) dat er weliswaar een reeks wetenschappelijke publicaties was verschenen:
Maar een populair boek heeft kans een ruimeren kring van lezers te vinden — dat is althans de verwachting van den uitgever — en bovendien ben ik mij steeds meer bewust geworden in de schuld te staan tegenover hen, die belangstelling voor Indië koesteren, maar niet in de gelegenheid zijn deze door een persoonlijk bezoek te bevredigen.
Verantwoording en informatie gaan hier hand in hand. Het boek is zeer toegankelijk, vaak persoonlijk, geschreven, maar biedt de lezer ook foto's van scheepsonderdelen, dieptekaarten en zelfs verhandelingen over Darwin en over atollen.

## Pragmatische verslagen
Reizen werden en worden ook gemaakt om de overheid te informeren, bijvoorbeeld over aard en cultuur van de bevolking, en over manieren om haar te benaderen. Naast deze cultureel-etnologische verslagen komen uiteraard militaire verkenningstochten voor. In beide gevallen is het niet zozeer het reisverslag dat op de voorgrond treedt; de tekst heeft veeleer tot doel de opdrachtgever gerichte informatie te verschaffen over een (deel)onderwerp.

## Ontdekkings- en handelsreizen
Ontdekkingsreizigers hebben vaak verslag gedaan van hun exploraties: een enkel recent voorbeeld is Roald Amundsens verslag van zijn reis naar de Zuidpool. Maar reeds rond het begin van de jaartelling werden reisverslagen geschreven, die nu nog, met de nodige voorzichtigheid, als bron van geschiedschrijving kunnen dienen. Deze zijn er met name voor het Verre Oosten.

### Verre Oosten

#### China
Reeds voor onze jaartelling was er in Azië een druk reisverkeer, en reisverslagen bleven niet uit. Met name zijn zij overgeleverd van de Chinezen, die als handelaars veel reisden. Hoewel zij als goede waarnemers te boek stonden, bevat hun werk ook veel twijfelachtigs. 
- Daarbij komen vaak interpretatieproblemen: zo komt aan het begin van onze jaartelling de vermelding "Hoeang-tsje" voor, maar speculaties over het gebied waarop deze naam duidde, hebben, mede op grond van klankovereenkomsten, uiteengelopen van Atjeh tot "Abessynië".
- Gedeeltelijk gaat het hier om kronieken; het was gebruikelijk dat die na de ondergang van een dynastie werden opgesteld. Voor zover dat relevant was, werden dan ook verschijnselen of gebeurtenissen uit het buitenland beschreven. Ook bezoeken uit het buitenland worden beschreven, zoals de komst van gezanten uit het rijk "Ye-tiao" in 132. Zulke bezoekers zijn nu eens vreemde hovelingen, dan weer handelaars.
- Een boeddhistische monnik, Fa-hien, was op pelgrimstocht geweest naar het huidige Sri Lanka. Bij zijn terugkeer in 414 raakte zijn boot in een storm, en hij werd gedwongen een aantal maanden op het eiland "Je-p'o-ti" te verblijven; ondanks de klanken van dat woord is niet geheel zeker of het verwijst naar Java of naar Sumatra.
- I-tsing bracht tien jaar op Sumatra en Malakka door, en bracht daarover in 692 uitgebreid verslag uit.
- Ook uit de Tang- (618—907) en de Sung-dynastie (960—1279) zijn Chinese reisverhalen bekend.
- Daarna zijn er vooral veel reisverhalen bekend uit de 15e eeuw: gezantschappen van het Chinese hof bezochten vele plaatsen in andere landen, waarover zij uitvoerig rapporteerden. Een Chinees admiraal, Tsjeng-ho, kwam tot Oost-Afrika, en zijn reizen werden in 1416 beschreven door zijn tolk, Ma-huan.

#### Andere nationaliteiten
- Het Maleise rijk Sriwijaya was vanaf de zevende eeuw een enorme zeemogendheid, dat zelfs aanspraken maakte op het bezit van Ceylon (thans  Sri Lanka). De invasie van een leger op het eiland in 1251 werd beschreven door de Ceylonees Mahawamsa; een soort reisverslag dus, zij het dat het niet door de reizigers werd geschreven, maar iemand die de reis op zich toe had zien komen.
- Rond deze tijd zijn ook de Arabieren in Azië actief geworden; in 1346 werd zelfs Sumatra bezocht.

## Compilatie
Een reisverslag kan ook een compilatiewerk zijn. Het is dan niet door de reiziger zelf geschreven, maar op grond van een aantal individuele verslagen door een ander samengesteld.